# 丸広百貨店坂戸店
丸広百貨店坂戸店（まるひろひゃっかてんさかどてん）は、埼玉県坂戸市に2002年10月から2022年8月21日まで存在した丸広百貨店の店舗の一つ。

## 概要
建物は、かつて忠実屋坂戸店を合併により継承したダイエー坂戸店のものだった。
ダイエー坂戸店は2002年に閉店し、同年10月に同店跡に丸広百貨店坂戸店は開業した。地上3階建て、延べ床面積9520平方メートル、売り場面積6946平方メートル。
大型スーパーの跡地に百貨店が進出するという全国的にも非常に稀有な例である。坂戸店から数十メートルのところに丸広のギフトショップがかつて存在したが坂戸店のオープンと共に閉鎖統合された。

### 閉店
商圏の人口減少などもあり、2022年8月21日で閉店することが決まった。同年9月にワカバウォーク内にサテライト店舗「まるひろmini ワカバウォーク店」をオープンし、学校制服やギフトなどの需要を引き継いだ。
閉店後、建物は解体され、翌2023年6月には全て更地になる。その後、2024年（令和6年）11月12日に、「コープ坂戸薬師町店」として開業することが決定した。

## 基本情報
- 所在地：埼玉県坂戸市薬師町28-1
- 建物：地上3階
- 店舗面積：7,194m2
- 最寄駅：東武東上線北坂戸駅